# Donald P. Ryan
Donald P. Ryan (né en 1957) est un archéologue, égyptologue, écrivain américain. Ses domaines de recherche comprennent l'archéologie égyptienne, l'archéologie polynésienne, l'histoire de l'archéologie, l'histoire de l'exploration, les langues et écritures anciennes et l'archéologie expérimentale. 

## Biographie
Il est surtout connu pour ses recherches en Égypte, notamment ses fouilles dans la Vallée des Rois où il a enquêté sur les tombes non décorées longtemps négligées du cimetière royal. Son travail a abouti à la redécouverte de la tombe perdue et controversée KV60, la réouverture de KV21 longtemps enterré avec ses deux occupants féminins et probablement royaux, et des tombes KV27, KV28, KV44, KV45 et KV48. En 2017, il a redécouvert trois petites tombes (KV50, KV51 et KV52) dans la vallée des Rois qui contenaient lors de sa découverte en 1906, des momies d'animaux, dont un chien et des singes.
Entre 1995 et 2002, Ryan a travaillé en étroite collaboration avec l'explorateur, archéologue et écrivain norvégien Thor Heyerdahl. Parmi leurs nombreux projets, ils ont dirigé des fouilles sur le site des pyramides de Guimar à Tenerife dans les îles Canaries. Ryan a été chargé de poursuivre certains des aspects de recherche de l'héritage de Heyerdahl.
D'autres recherches de Ryan comprennent des études sur les cordages égyptiens anciens et d'autres technologies, des études des cônes funéraires égyptiens, des études biographiques des premiers archéologues, dont Giovanni Belzoni, des études sur l'influence de l'antiquité sur la culture et les arts, et la documentation des pétroglyphes sur l'île d'Hawaï.